# Мацуда, Хирофуми
Хирофуми Мацуда (яп. 松田 博文 Мацуда Хирофуми, 31 августа 1943 года, префектура Фукуока, Япония) — японский дзюдоист, чемпион мира.

## Спортивные результаты
- Чемпион мира (1965), серебряный призёр чемпионата мира (1967).
- Бронзовый призёр Всеяпонского чемпионата по дзюдо (1969).
- Победитель Всеяпонского студенческого чемпионата по дзюдо (1964).[1]